# Final Fantasy Anthology
Final Fantasy Anthology is een compilatie van twee Final Fantasy-RPG's van Square voor de Sony PlayStation. Final Fantasy V en Final Fantasy VI zijn aanwezig in de Noord-Amerikaanse versie terwijl Final Fantasy IV en Final Fantasy V aanwezig zijn in de PAL-regio.
In Japan werden alle drie spellen uitgebracht voor de PlayStation individueel en samen als deel van een gelimiteerde versie genaamd, Final Fantasy Collection. Terwijl alle drie versies weinig verschillen van de originele Japanse versies op de Super Nintendo, zijn er een paar extra's toegevoegd zoals twee extra full motion videos.

## Gameplay
De gameplay in Final Fantasy V en VI hebben vele typische RPG elementen zoals dat personages sterker worden door te vechten met willekeurige monsters. Als een speler een gevecht wint, verdient het personage EXP (ervaring). Als de speler genoeg EXP heeft verzameld, krijgt het personage een "level-up". Level-ups vergroten levenspunten, magische krachten enz.

## Recensies
Final Fantasy Anthology had overal goede recensies. Volgens Metacritic heeft het spel 80/100 gebaseerd op 14 recensies. GameSpot, die het spel een 8.1/10 verklaarde dat: "it is fantastic; as two individual RPG titles, each is a masterpiece of gameplay and storytelling; but as a modern collection of classic titles, the package falls unfortunately short.".IGN die het spel een 9/10 gaf vond dat "With just as many sub-quests, secrets and items as FFVIII, you'll be playing both of these games for weeks and weeks to come.".